# Cazador-Asesino
Cazador-Asesino es un término militar tradicionalmente utilizado para describir un componente en el cual la tarea de detección y ejecución están separadas. Sin embargo, en el caso de un UAV, esto significa lo contrario; es un vehículo aéreo diseñado para encontrar, identificar y destruir su objetivo. El primer UAV diseñado con este propósito es el MQ-9 Reaper.

## Equipos
La misión principal de un equipo Cazador-Asesino es la de buscar y destruir un objetivo enemigo, particularmente cuando se necesita evadir al enemigo en lugar de enfrentarse a él.

## Submarinos
Pequeños submarinos que vigilan las costas son referidos a menudo como "Cazador-Asesino" aunque no operan en equipo con otras plataformas. La Armada de los Estados Unidos y la Armada Británica Real dan la clasificación Hull SSN a los submarinos nucleares de tarea Cazador-Asesino. Los submarinos convencionales, tales como los de la Armada Canadiense, poseen la clasificación SSK.

## Ficción
- En la franquicia Terminator, el término "Cazador-Asesino" (HK) se refiere a una serie de tanques y aeronaves utilizados contra los humanos.
- En el juego de estrategia en tiempo real StarCraft, el Cazador-Asesino es un tipo de Hydralisk elite.